# ستينا بلاكستينيوس
إيما ستينا بلاكستينيوس (بالسويدية: Emma Stina Blackstenius؛ من مواليد 5 فبراير 1996) هي لاعبة كرة قدم سويدية محترفة تلعب في مركز المهاجم لصالح نادي أرسنال في الدوري الإنجليزي الممتاز للسيدات ومنتخب السويد لكرة القدم للسيدات. حققت خلال مسيرتها الكروية عدة إنجازات أهمها تحقيق دوري أبطال أوروبا للسيدات 2024–25 مع نادي أرسنال للسيدات وإحرازها هدف المباراة الوحيد  ضد نادي برشلونة للسيدات في نهائي دوري أبطال أوروبا للسيدات 2025، مع المنتخب حققت الميدالية الفضية مرتين في دورة الألعاب الأولمبية الصيفية 2016، 2020 والميدالية البرونزية مرتين في كأس العالم للسيدات أعوام 2019، 2023.

## مسيرتها الكروية

### نادي فادستينا
نشأت بلاكستينيوس في فادستينا، وانضمت إلى نادي فادستينا جيف المحلي عام 2002 وهي في السادسة من عمرها. شاركت بلاكستينيوس لأول مرة مع الفريق الأول ضد بي كي كينتي في دوري أوسترغوتلاند الثالث في 20 أبريل 2011، وهو المستوى الخامس لكرة القدم النسائية في السويد. بدأت المباراة من اولها وتمكن من تسجيل هدفين، لكن انتهت المباراة بخسارة فريق فادستينا بنتيجة 5-4. في موسمها الأول شاركت بلاكستينيوس كأساسي في جميع مباريات الدوري 18 وسجلت 21 هدفًا. في الموسم التالي، لعبت 16 مباراة، وتصدرت قائمة هدافي الدوري برصيد 38 هدفًا. اختيرت كأفضل لاعبة في أوسترغوتلاند لعام 2012.

### لينكوبينغ
قبل بداية موسم 2013، وقّعت بلاكستينيوس عقدًا لمدة ثلاث سنوات مع نادي لينكوبينغ للسيدات لكرة القدم، أحد أندية الدرجة الأولى السويدية. وشاركت لأول مرة مع نادي لينكوبينغ كلاعبة بديلة في الدقيقة 68 في 17 أبريل 2013، في مباراة ضد نادي كوباربيرغس/غوتنبرغ وانتهت المباراة بالتعادل الايجابي لتسجيل هدف واحد لكل منها. تمكنت ستينا من تسجيل أول أهدافها في الدوري في 28 مايو 2013، في مباراة انتهت بفوز الفريق على نادي مالمو بنتيجة 3-1. وفي 31 يوليو 2013، لعبت بلاكستينيوس أول مباراة لها مع نادي سفينسكا كوبن، مسجلةً ثلاثية في فوز الفريق على نادي لاندسبرو بنتيجة 13-0. وبعد أن شاركت في 9 من أصل 11 مباراة بالدوري هذا الموسم، جميعها كبديلة، حظيت بلاكستينيوس بدور أكبر مع نهاية الموسم. بدأت جميع مباريات الدوري 11 المتبقية واستمرت في تسجيل ستة أهداف في المباريات الخمس الأخيرة حيث احتل لينكوبينغ المركز الثالث. وصل لينكوبينغ إلى نهائي كأس السويد 2013-14. حيث تمكن الفريق من التغلب على كريستيانستادز بنتيجة 2-1 مع ظهور بلاكستينيوس كلاعبة بديلة في الدقيقة 62 من الشوط الثاني. في أكتوبر 2014، ظهرت بلاكستينيوس لأول مرة في دوري أبطال أوروبا للسيدات خارج أرضها أمام فريق الدوري الإنجليزي الممتاز ليفربول. خسر لينكوبينغ مباراة الذهاب 2-1 لكنه فاز 3-0 على أرضه ليتقدم. في حفل توزيع جوائز عام 2015، تم اختيار بلاكستينيوس كأفضل لاعبة في العام. في عام 2016، فاز لينكوبينغ بلقب الدوري السويدي الممتاز 2016. كان بلاكستينيوس ثاني أفضل هداف في الدوري برصيد 19 هدفًا خلف زميلته في الفريق بيرنيل هاردر.

### مونبلييه
في يناير 2017، وقّع بلاكستينيوس عقدًا لمدة عامين ونصف مع نادي مونبلييه إتش إس سي الفرنسي الدرجة الأولى للسيدات. ظهرت لأول مرة في 4 يناير 2017، حيث دخلت بديلة في الشوط الثاني ضد باريس سان جيرمان، وسجلت هدف الفوز في الدقيقة 81 في المباراة التي انتهت بفوز نادي باريس سان جيرمان بنتيجة 2-1. في 19 فبراير 2017، سجلت أربعة أهداف في فوز كاس فرنسا للسيدات على إف سي دومون من الدرجة الرابعة بنتيجة 16-0. انضمت بلاكستينيوس إلى مونبلييه في منتصف موسم 2016-2017، وساعدت الفريق على احتلال المركز الثاني في الدوري خلف أولمبيك ليون، مسجلةً سبعة أهداف في 11 مباراة. في الموسم التالي، احتلت بلاكستينيوس المركز الرابع في قائمة هدافي الدوري برصيد 12 هدفًا في 20 مباراة، بينما احتل مونبلييه المركز الثالث. ابتعدت بلاكستينيوس عن التشكيلة الأساسية في بداية موسم 2018-19، حيث لم تشارك أساسيًا إلا في ست مباريات فقط من أصل 12 مباراة، واختارت الرحيل في يناير 2019.

### العودة إلى لينكوبينغ
في 30 يناير 2019، عادت بلاكستينيوس إلى السويد، ووقعت عقدًا لمدة عامين مع ناديها السابق لينكوبينغ. شاركت للمرة الثانية في مباراة فازت فيها على فاكسيو دي إف إف بنتيجة 5-0 في الدوري السويدي الممتاز. واحتل الفريق المركز الخامس بتسجيل بلاكستينيوس تسعة أهداف.

### بي كي هاكن
قبل انطلاق موسم 2020، انتقل بلاكستينيوس إلى نادي نادي كوباربيرغس/نادي غوتنبرغ لكرة القدم (الذي سُمي لاحقًا بنادي هاكن). وقد حُسم النزاع بين ناديي لينشوبينغ وغوتبرغ بشأن هذه الصفقة من قِبل لجنة التحكيم التابعة للاتحاد السويدي لكرة القدم، دون أن يُبدي أيٌّ من الطرفين رغبته في التعليق على طبيعة هذا النزاع. في موسمها الأول مع النادي، فازت جوتنبرج بجائزة الدوري السويدي للسيدات 2020. في 4 أبريل 2021، سجل بلاكستينيوس الهدف الوحيد في فوز نصف النهائي على كأس السويد 2020–21 على نادي روزنغورد قبل أن يسجل مرة أخرى في النهائي عندما تغلب بي كيه هاكن على إسكيلستونا يونايتد 3–0. في 2021 الدوري السويدي للسيدات، احتل هاكن المركز الثاني خلف روزنغورد. بلاكستينيوس يتصدر الدوري بتسجيل الأهداف (17) والتمرير (8). في نوفمبر 2021، تم ترشيحها لقائمة مختصرة تضم 20 لاعبًا لجائزة الكرة الذهبية. غادرت بلاكستينيوس النادي عند انتهاء عقدها في نهاية موسم 2021.

### أرسنال
في 14 يناير 2022، أكد  نادي أرسنال الإنجليزي ضمن الدوري الممتاز التعاقد مع بلاكستينيوس في صفقة انتقال حر. ظهرت لأول مرة بعد خمسة أيام، كبديلة في الدقيقة 69 بدلا من اللاعبة فيفيان ميديما في المباراة التي انتهت بهزيمة الفريق بنتيجة 1-0 على أرضه أمام نادي مانشستر يونايتد للسيدات في ربع نهائي كأس الدوري. سجلت هدفها الأول مع أرسنال في 5 فبراير 2022 ضد مانشستر يونايتد، متعادلة 1-1 في الدقيقة 78. في نهائي كأس رابطة كرة القدم للسيدات 2022–23 ضد تشيلسي، سجلت بلاكستينيوس هدفًا محققة التعادل 1–1 في الفوز النهائي 3–1 لأرسنال. سجلت ثلاثية ضد فريق ريدينغ في كأس كونتي 2023–24. سجلت ثلاثية في الشوط الأول في الفوز 4-0 على أستون فيلا للسيدات في نصف نهائي كأس كونتي 2023–24. في المباراة النهائية، سجلت هدف الفوز في الدقيقة 116 من الوقت الإضافي، متغلبة على تشيلسي 1-0 لترفع الكأس. في المباراة خارج أرضه ضد مانشستر سيتي، كان أرسنال متأخرًا بفارق هدف واحد حتى سجل بلاكستينيوس في الدقيقتين 89 و92، ليفوز على سيتي خارج أرضه لأول مرة منذ سبع سنوات.
في 24 مايو 2025، تم تقديم بلاكستينيوس كبديلة في الدقيقة 67 في نهائي دوري أبطال أوروبا 2025 ضد نادي برشلونة للسيدات. سجلت هدف المباراة الوحيد، في الدقيقة 74،مانحةً أرسنال لقبه الثاني في دوري أبطال أوروبا.

## مسيرتها الدولية

### منتخب الشباب
في 30 أكتوبر 2012، شاركت بلاكستينيوس لأول مرة مع منتخب السويد لكرة القدم تحت 17 عامًا خلال تصفيات بطولة أوروبا تحت 17 عامًا 2013، مسجلةً ثلاثية في فوزٍ ساحقٍ بنتيجة 9-0 على منتخب كرواتيا لكرة القدم تحت 17 عامًا. وبصفتها لاعبةً دوليةً مع منتخب السويد لكرة القدم تحت 19 عامًا، برزت بلاكستينيوس بشكلٍ ملحوظ في بطولة أوروبا تحت 19 عامًا 2015. وحصدت لقب هدافة البطولة بعد تسجيلها ستة أهداف للمنتخب السويدي الفائز، منها هدفان في المباراة النهائية التي فاز فيها المنتخب السويدي على منتخب إسبانيا لكرة القدم تحت 19 عامًا بنتيجة 3-1. في المجموع، سجلت 50 هدفًا في 49 مباراة أثناء تمثيل السويد في مختلف الفئات العمرية للشباب.

### منتخب السويد

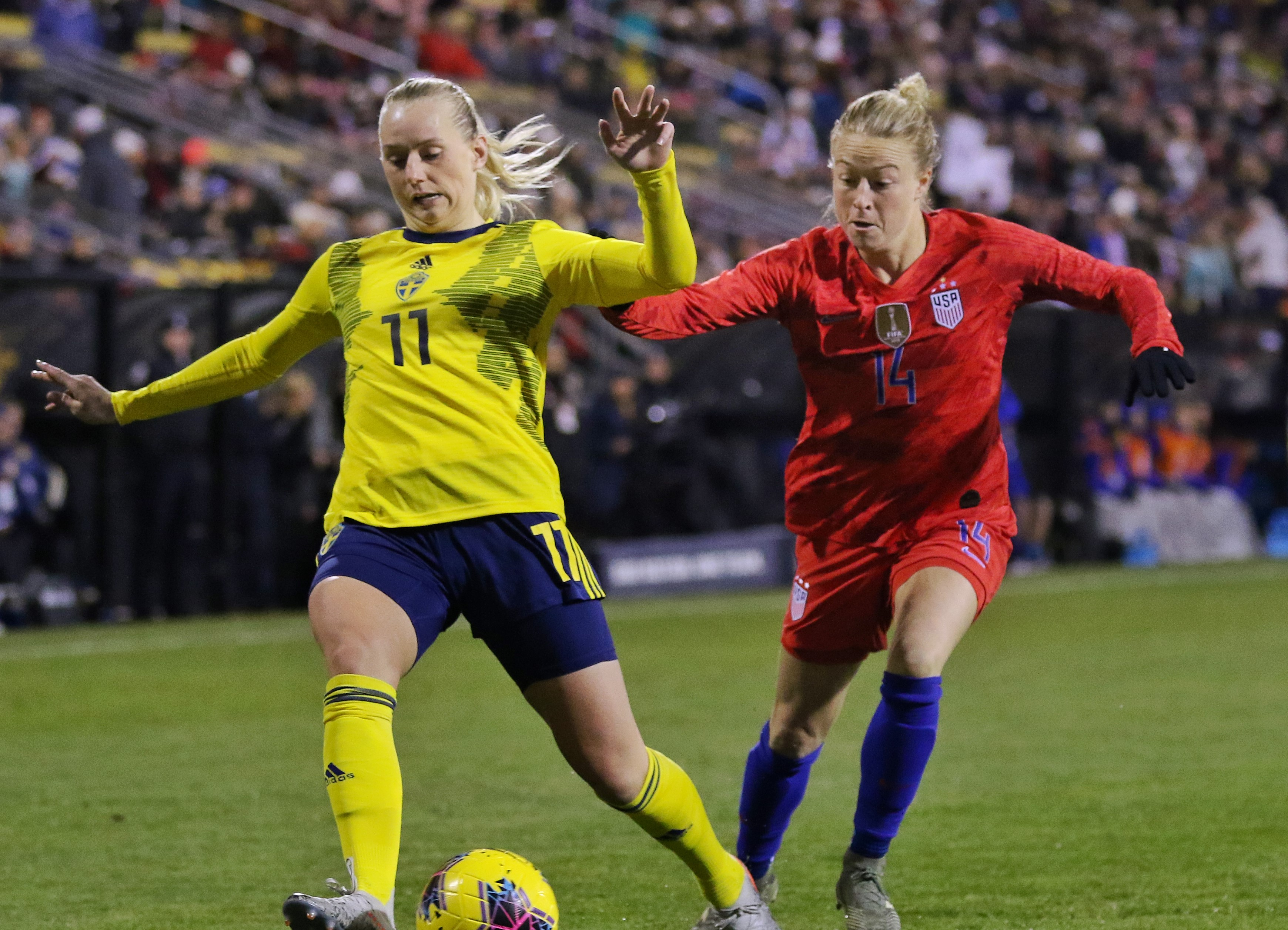
بلاكستينيوس تلعب لصالح السويد في مباراة ضد الولايات المتحدة في 7 نوفمبر 2019.

شاركت بلاكستينيوس لأول مرة مع منتخب السويد الأول لكرة القدم للسيدات كبديلة في الدقيقة 79 في مباراة انتهت بفوز السويد 1-0 على منتخب الدنمارك لكرة القدم للسيدات في 27 أكتوبر 2015، على ملعب جاملا أوليفي. في 8 أبريل 2016، سجلت هدفها الدولي الأول في ظهورها الخامس، وكان الهدف الثالث في فوز السويد 3-0 على سلوفاكيا في بوبراد خلال تصفيات بطولة أمم أوروبا 2017.
في يونيو 2016، تم اختيار بلاكستينيوس ضمن تشكيلة السويد في منافسات كرة القدم للسيدات ضمن دورة الألعاب الأولمبية الصيفية 2016. بعد أن ظهرت كبديلة ضد جنوب أفريقيا في المباراة الافتتاحية للمجموعة، كانت بلاكستينيوس بديلة غير مستخدمة في المباراتين التاليتين حيث تقدمت السويد كواحدة من أفضل فريقين في المركز الثالث. في ربع النهائي ضد حامل لقب كأس العالم والبطل الأولمبي الولايات المتحدة، خرجت من مقاعد البدلاء لتحل محل فريدولينا رولفو المصابة في الدقيقة 18 وسجلت في الشوط الثاني لتمنح السويد التقدم. مع تعادل المباراة 1-1، تقدمت السويد بعد ركلات الترجيح. بعد أن شاركت كبديلة في مباراة الميدالية الذهبية، سجلت بلاكستينيوس في الدقيقة 67 لتقلّص الفارق مع السويد إلى هدف واحد مع ألمانيا. وانتهت المباراة بنتيجة 2-1، وحصلت السويد على الميدالية الفضية.
في الصيف التالي، تم استدعاء بلاكستينيوس إلى تشكيلة يورو 2017. وسجلت في مباراتين متتاليتين في دور المجموعات ضد روسيا وإيطاليا قبل أن تُقصى السويد من ربع النهائي على يد الدولة المضيفة هولندا.
بعد أن ساهمت في تأهل السويد إلى كأس العالم للسيدات 2019 بثلاثة أهداف، وحلت في المركز الثاني خلف كوسوفاري أسلاني، اختيرت بلاكستينيوس في التشكيلة النهائية المتوجهة إلى فرنسا. شاركت لأول مرة في كأس العالم كأساسيةً في المباراة الأولى، والتي انتهت بفوز تشيلي 2-0. سجلت هدفها الأول في كأس العالم في دور الـ16، وكان الهدف الوحيد في الفوز 1-0 على كندا. وسجلت هدف الفوز في المباراة التالية، بفوزها 2-1 في ربع النهائي على ألمانيا، وهو أول فوز للسويد على ألمانيا في بطولة كبرى منذ كأس العالم 1995. خسروا مباراة نصف النهائي أمام هولندا قبل أن يفوزوا في مباراة المركز الثالث ضد إنجلترا.
في يوليو 2021، تم اختيار بلاكستينيوس للمشاركة في أولمبياد طوكيو 2020 للمرة الثانية على التوالي. كررت السويد مسيرتها في الميدالية الفضية، حيث خاضت بلاكستينيوس أنجح بطولة لها حتى الآن، متصدرةً الفريق في عدد الأهداف بخمسة. سجلت ثلاثة أهداف خلال دور المجموعات: هدفين في فوز السويد 3-0 على الولايات المتحدة في المباراة الافتتاحية، وآخر ضد أستراليا. في دور خروج المغلوب، سجلت هدف التقدم في فوز السويد 3-1 على اليابان في ربع النهائي، قبل أن تسجل مرة أخرى في مباراة الميدالية الذهبية الأولمبية، هذه المرة لتمنح السويد التقدم على كندا. تم استبدالها في الدقيقة 106 خلال الوقت الإضافي، لتفوز كندا في النهاية بالميدالية الذهبية بركلات الترجيح 3-2، حيث أخفق أربع من أصل ست لاعبات سويديات في تسديد ركلات الجزاء. وبالإضافة إلى أهدافها في ريو 2016، تجاوزت أهداف بلاكستينيوس السبعة في الألعاب الأولمبية الرقم القياسي السويدي السابق البالغ ستة أهداف في المسابقة والذي سجلته لوتا شيلين.
في يونيو 2022، تم اختيار بلاكستينيوس ضمن تشكيلة يورو 2022. على الرغم من مخاوف الإصابة، كانت لائقة بما يكفي لتكون على مقاعد البدلاء في المباراة الافتتاحية للفريق مرحلة المجموعات ضد هولندا وظهرت كبديلة في الدقيقة 68 في مباراة التعادل 1-1. بدأت جميع المباريات الأربع المتبقية، وسجلت هدفًا واحدًا خلال فوز 5-0 على البرتغال، قبل أن يتم إقصاء السويد من قبل المضيف إنجلترا في نصف النهائي بنتيجة 4–0.
في 13 يونيو 2023، تم ضمها إلى تشكيلة مكونة من 23 لاعبة للمشاركة في بطولة كأس العالم للسيدات 2023. سجلت في فوز السويد 5-0 على إيطاليا. حققت بلاكستينيوس سجل تاريخي بتسجيلها أول هاتريك لمنتخب السويد في 3 يونيو 2025 في المباراة التي انتهب بفوز منتخب السويد بنتيجة 6-1 على الدنمارك في دور المجموعات من دوري الأمم الأوروبية للسيدات 2024-25.

## حياتها الشخصية
بلاكستينيوس هي ابنة ماغنوس بلاكستينيوس ولينا ويبرغ. لديها شقيق أكبر يُدعى أوسكار، وأخت غير شقيقة أصغر منها هي لاعبة كرة اليد السويدية الدولية نينا كوبانغ. نشأت بلاكستينيوس أيضًا على لعب كرة اليد، واستمرت في ممارستها حتى عام 2013. درست بلاكستينيوس الاقتصاد في مدرسة كونغشوغاسكولان في ميولبي.
اسم عائلتها، بلاكستينيوس، مشتق من اسم عائلة والدها. كان يعيش في مزرعة تُدعى "بلاكستا"، وكان اسم جدها "ستين". هي ووالدها وشقيقها هم الوحيدون الذين يحملون هذا الاسم في السويد.

## إحصائيات

### النادي
| النادي     | الموسم  | الدوري              | الدوري | الدوري | الكأس الوطنية | الكأس الوطنية | كأس الدوري | كأس الدوري | البطولات القارية | البطولات القارية | المجموع | المجموع |
| النادي     | الموسم  | الدوري              | لعب    | أهداف  | لعب           | أهداف         | لعب        | أهداف      | لعب              | أهداف            | لعب     | أهداف   |
| ---------- | ------- | ------------------- | ------ | ------ | ------------- | ------------- | ---------- | ---------- | ---------------- | ---------------- | ------- | ------- |
| فادستينا   | 2011    | القسم الثالث        | 18     | 21     | ?             | ?             | —          | —          | —                | —                | 18      | 21      |
| فادستينا   | 2012    | القسم الثالث        | 16     | 38     | ?             | ?             | —          | —          | —                | —                | 16      | 38      |
| فادستينا   | المجموع | المجموع             | 34     | 59     | ?             | ?             | 0          | 0          | 0                | 0                | 34      | 59      |
| لينشوبينج  | 2013    | دامالسفينسكان       | 20     | 8      | 6             | 7             | —          | —          | —                | —                | 26      | 15      |
| لينشوبينج  | 2014    | دامالسفينسكان       | 17     | 3      | 5             | 4             | —          | —          | 2                | 0                | 24      | 7       |
| لينشوبينج  | 2015    | دامالسفينسكان       | 19     | 7      | 5             | 3             | —          | —          | 2                | 0                | 26      | 10      |
| لينشوبينج  | 2016    | دامالسفينسكان       | 22     | 19     | 2             | 5             | —          | —          | —                | —                | 24      | 24      |
| لينشوبينج  | المجموع | المجموع             | 78     | 37     | 18            | 19            | 0          | 0          | 4                | 0                | 100     | 56      |
| مونبلييه   | 2016–17 | القسم الأول للسيدات | 11     | 7      | 3             | 4             | —          | —          | —                | —                | 14      | 11      |
| مونبلييه   | 2017–18 | القسم الأول للسيدات | 20     | 12     | 3             | 1             | —          | —          | 6                | 1                | 29      | 14      |
| مونبلييه   | 2018–19 | القسم الأول للسيدات | 12     | 6      | 1             | 0             | —          | —          | —                | —                | 13      | 6       |
| مونبلييه   | المجموع | المجموع             | 43     | 25     | 7             | 5             | 0          | 0          | 6                | 1                | 56      | 31      |
| لينشوبينغ  | 2019    | دامالسفينسكان       | 22     | 9      | 3             | 1             | —          | —          | —                | —                | 25      | 10      |
| بي كي هاكن | 2020    | دامالسفينسكان       | 19     | 8      | 1             | 3             | —          | —          | 2                | 0                | 22      | 11      |
| بي كي هاكن | 2021    | دامالسفينسكان       | 21     | 17     | 5             | 6             | —          | —          | 7                | 4                | 33      | 27      |
| بي كي هاكن | المجموع | المجموع             | 40     | 25     | 6             | 9             | 0          | 0          | 9                | 4                | 55      | 38      |
| أرسنال     | 2021–22 | دوري السوبر للسيدات | 11     | 6      | 2             | 1             | 1          | 0          | 2                | 0                | 16      | 7       |
| أرسنال     | 2022–23 | دوري السوبر للسيدات | 22     | 8      | 2             | 2             | 3          | 2          | 12               | 6                | 39      | 18      |
| أرسنال     | 2023–24 | دوري السوبر للسيدات | 19     | 7      | 2             | 1             | 6          | 9          | 2                | 1                | 29      | 18      |
| أرسنال     | 2024–25 | دوري السوبر للسيدات | 19     | 5      | 3             | 3             | 2          | 0          | 15               | 2                | 39      | 10      |
| أرسنال     | المجموع | المجموع             | 71     | 26     | 9             | 7             | 12         | 11         | 31               | 9                | 123     | 53      |
| إجمالي     | إجمالي  | إجمالي              | 288    | 181    | 43            | 41            | 12         | 11         | 50               | 14               | 393     | 247     |

 آخر تحديث لعبت المباراة في 24 مايو 2025.
ملاحظات
1. ↑  كأس السويد وكأس فرنسا
2. ↑  كأس رابطة الاتحاد الإنجليزي للسيدات
3. ↑  دوري أبطال أوروبا

### الدولية
| المنتخب  | عام      | المشاركات | الأهداف |
| -------- | -------- | --------- | ------- |
| السويد   | 2015     | 1         | 0       |
| السويد   | 2016     | 12        | 3       |
| السويد   | 2017     | 17        | 2       |
| السويد   | 2018     | 10        | 5       |
| السويد   | 2019     | 14        | 4       |
| السويد   | 2020     | 4         | 0       |
| السويد   | 2021     | 14        | 8       |
| السويد   | 2022     | 14        | 6       |
| السويد   | 2023     | 17        | 2       |
| السويد   | 2024     | 8         | 5       |
| السويد   | 2025     | 5         | 3       |
| الإجمالي | الإجمالي | 116       | 38      |

 آخر تحديث 03 يونيو 2025.

## الإنجازات
نادي لينشوبينغ
- دامالسفينسكان: 2016
- كأس السويد للسيدات: 2013–14، 2014–15

نادي كوباربيرجس/جوتنبرج إف سي
- دامالسفينسكان: 2020
- كأس السويد للسيدات: 2020–21

نادي أرسنال
- كأس الدوري الإنجليزي للسيدات: 2022–23،[47] 2023–24[48]
- دوري أبطال أوروبا للسيدات: 2024–25[26]

منتخب السويد تحت 17
- بطولة أوروبا للسيدات تحت 17 سنة: 2013

منتخب السويد تحت 19
- بطولة أوروبا للسيدات تحت 19 سنة: 2015

منتخب السويد
- الميدالية الفضية للألعاب الأولمبية الصيفية: 2016، 2020
- كأس الغارفي: 2018
- كأس العالم لكرة القدم للسيدات (المركز الثالث): 2019،[49] 2023[50]

جوائز فردية
- الحذاء الذهبي للدرجة الثالثة: 2012
- أفضل لاعبة صاعدة في اتحاد كرة القدم السويدي: 2015
- الحذاء الذهبي لبطولة أوروبا للسيدات تحت 19 عامًا: 2015
- الحذاء الذهبي للدوري السويدي الممتاز للسيدات: 2021
- لاعبة الشهر في أرسنال: مارس 2024[51]